# Ла-Френе-о-Соваж
Ла-Френе́-о-Сова́ж (фр. La Fresnaye-au-Sauvage) — колишній муніципалітет у Франції, у регіоні Нормандія, департамент Орн. Населення — 221 осіб (2011).
Муніципалітет був розташований на відстані близько 195 км на захід від Парижа, 50 км на південь від Кана, 45 км на північний захід від Алансона.

## Історія
До 2015 року муніципалітет перебував у складі регіону Нижня Нормандія. Від 1 січня 2016 року належав до нового об'єднаного регіону Нормандія.
1 січня 2016 року Ла-Френе-о-Соваж, Шенедуї, Ла-Форе-Овре, Меній-Жан, Пютанж-Пон-Екрепен, Рабоданж, Ле-Ротур, Сент-Обер-сюр-Орн i Сент-Круа-сюр-Орн було об'єднано в новий муніципалітет Пютанж-ле-Лак.

## Демографія
Динаміка населення (INSEE ):
Розподіл населення за віком та статтю (2006):
| Стать | Всього | До 15 років | 15-24 | 25-44 | 45-64 | 65-85 | Понад 85 |
| --- | ------ | ----------- | ----- | ----- | ----- | ----- | -------- |
| Чоловіки | 104    | 24          | 4     | 40    | 16    | 20    | 0        |
| Жінки | 124    | 28          | 16    | 24    | 28    | 20    | 8        |
| \| Статево-вікова піраміда \| Статево-вікова піраміда \| Статево-вікова піраміда \| \| ----------------------- \| ----------------------- \| ----------------------- \| \| Чоловіки \| Вік \| Жінки \| \| 0 \| 85 + \| 8 \| \| 4 \| 80-84 \| 0 \| \| 12 \| 75-79 \| 8 \| \| 0 \| 70-74 \| 4 \| \| 4 \| 65-69 \| 8 \| \| 8 \| 60-64 \| 8 \| \| 0 \| 55-59 \| 4 \| \| 0 \| 50-54 \| 4 \| \| 8 \| 45-49 \| 12 \| \| 28 \| 40-44 \| 8 \| \| 4 \| 35-39 \| 4 \| \| 4 \| 30-34 \| 4 \| \| 4 \| 25-29 \| 8 \| \| 0 \| 20-24 \| 8 \| \| 4 \| 15-20 \| 8 \| \| 4 \| 10-14 \| 12 \| \| 16 \| 5-9 \| 8 \| \| 4 \| 0-4 \| 8 \| |        |             |       |       |       |       |          |
| Статево-вікова піраміда |        |             |       |       |       |       |          |
| Чоловіки | Вік    | Жінки       |       |       |       |       |          |
| 0 | 85 +   | 8           |       |       |       |       |          |
| 4 | 80-84  | 0           |       |       |       |       |          |
| 12 | 75-79  | 8           |       |       |       |       |          |
| 0 | 70-74  | 4           |       |       |       |       |          |
| 4 | 65-69  | 8           |       |       |       |       |          |
| 8 | 60-64  | 8           |       |       |       |       |          |
| 0 | 55-59  | 4           |       |       |       |       |          |
| 0 | 50-54  | 4           |       |       |       |       |          |
| 8 | 45-49  | 12          |       |       |       |       |          |
| 28 | 40-44  | 8           |       |       |       |       |          |
| 4 | 35-39  | 4           |       |       |       |       |          |
| 4 | 30-34  | 4           |       |       |       |       |          |
| 4 | 25-29  | 8           |       |       |       |       |          |
| 0 | 20-24  | 8           |       |       |       |       |          |
| 4 | 15-20  | 8           |       |       |       |       |          |
| 4 | 10-14  | 12          |       |       |       |       |          |
| 16 | 5-9    | 8           |       |       |       |       |          |
| 4 | 0-4    | 8           |       |       |       |       |          |

## Економіка
2010 року серед 128 осіб працездатного віку (15—64 років) 97 були активними, 31 — неактивною (показник активності 75,8%, у 1999 році було 73,4%). З 97 активних мешканців працювала 91 особа (51 чоловік та 40 жінок), безробітними було 6 (2 чоловіки та 4 жінки). Серед 31 неактивної 11 осіб було учнями чи студентами, 15 — пенсіонерами, 5 були неактивними з інших причин.

У 2010 році в муніципалітеті числилось 88 оподаткованих домогосподарств, у яких проживали 218,5 особи, медіана доходів виносила 17 313 євро на одного особоспоживача